# Coventry Transport Museum
Das Coventry Transport Museum (früher bekannt als Museum of British Road Transport) ist ein Verkehrsmuseum im Stadtzentrum von Coventry, England, dem früheren Zentrum der britischen Autoindustrie. Es beherbergt die größte Sammlung britischer Straßenfahrzeuge in öffentlichem Besitz mit mehr als 240 Autos und Nutzfahrzeugen, 100 Motorrädern sowie 200 Fahrrädern.
Die ständig wechselnden Ausstellungen zeigen Autos, Nutzfahrzeuge, Fahrräder und Motorräder aus der eigenen Sammlung und darüber hinaus. Das Museum bietet Aktivitäten, die von technischen Herausforderungen bis hin zu wissenschaftlichen Experimenten reichen.
Attraktion in der Vorweihnachtszeit ist die Mitfahrt in einer restaurierten, mechanischen Schlittenfahrt aus den 1950er Jahren durch bewegliche, winterliche Szenerie, die zuvor fast 60 Jahre in einem Kaufhaus betrieben wurde und bei Generationen von Einwohnern der Stadt beliebt ist.
Das Museum verfügt über ein umfangreiches Archiv von technischer Literatur, Handbüchern, Zeichnungen, Fotos und Glasnegativen seit etwa 1900; es ist ausgelagert in die nahegelegenen Coventry Archives im Herbert Art Gallery and Museum.
Im Zuge eines 2015 abgeschlossenen Sanierungsprojekts wurden 12 der 14 Galerien des Museums komplett umgestaltet.

## Exponate
Zu den bemerkenswerten Exponaten des Museums gehören Thrust2 und ThrustSSC, die britischen Düsenfahrzeuge, die 1983 bzw. 1997 den Geschwindigkeitsrekord für Landfahrzeuge aufgestellt haben, sowie einige Fahrzeuge der königlichen Familie, so die Staatslimousinen von Königin Mary und König Georg V.
Andererseits befinden sich in der Sammlung viele Serienfahrzeuge, darunter ein Austin Allegro, ein Austin Metro, der früher Lady Diana Spencer gehörte, ein Ford Escort Mk2, Hillman Imp, Triumph Acclaim, Talbot Sunbeam, Talbot Horizon, Peugeot 206 und Peugeot 405.
Viele der ausgestellten Fahrzeuge wurden entweder in Coventry hergestellt oder von Unternehmen produziert, die zu einem bestimmten Zeitpunkt in Coventry vertreten waren, etwa Autos der Marken Jaguar, Triumph, Humber und Standard, aber auch ein Alvis-Panzer, Massey-Ferguson-Traktoren und in Coventry gebaute Busse, darunter der Bus, in dem die Fußballmannschaft von Coventry City nach ihrem Sieg im FA-Cup-Finale 1987 vorfuhr.
Auch ein Humber-Stabsfahrzeug, das von General Montgomery während des Zweiten Weltkriegs benutzt wurde, ist zu sehen.
Motorradmarken aus Coventry sind ebenfalls in der Sammlung des Museums vertreten, darunter: Triumph, Francis-Barnett, Rudge-Whitworth und Coventry-Eagle. Das Museum ist dem British Motorcycle Charitable Trust angeschlossen.